# Ingrandes-le-Fresne-sur-Loire
Ingrandes-le-Fresne-sur-Loire (bis 31. Dezember 2023 Ingrandes-Le Fresne sur Loire) ist eine Gemeinde mit 3.069 Einwohnern (Stand: 1. Januar 2022) im französischen Département Maine-et-Loire. Sie gehört zum Arrondissement Angers und ist Mitglied im Gemeindeverband Communauté de communes du Pays d’Ancenis.
Die ursprüngliche Gemeinde Ingrandes-Le Fresne sur Loire (mit einem Bindestrich) entstand mit Wirkung zum 1. Januar 2016 als Commune nouvelle durch Zusammenlegung der früher selbstständigen Gemeinden Ingrandes und Le Fresne-sur-Loire, wobei nur Le Fresne-sur-Loire in der neuen Gemeinde den Status einer Commune déléguée besitzt. Der Verwaltungssitz befindet sich in Ingrandes.
Hierbei wechselte Le Fresne-sur-Loire vom ursprünglichen Département Loire-Atlantique zum Département Maine-et-Loire; der Ort erhielt den neuen Code INSEE 49382.
Die aktuelle Gemeinde entstand mit Wirkung vom 1. Januar 2024 als neue Commune nouvelle Ingrandes-le-Fresne-sur-Loire (mit Bindestrichen) durch Zusammenlegung der ehemaligen Commune nouvelle Ingrandes-Le Fresne sur Loire und der bis dahin selbstständigen Gemeinde Saint-Sigismond, die den Status einer Commune déléguée besitzt. Der Verwaltungssitz befindet sich in Ingrandes.

## Gemeindegliederung
| Ortsteil                    | Ehemaliger INSEE-Code | PLZ   | Fläche (km²) | Einwohnerzahl (2022) |
| --------------------------- | --------------------- | ----- | ------------ | -------------------- |
| Ingrandes (Verwaltungssitz) | 49160                 | 49123 | 6,65         | 1.689                |
| Le Fresne-sur-Loire         | 44060                 | 49123 | 6,29         | 0991                 |
| Saint-Sigismond (seit 2024) | 49321                 | 49123 | 12,72        | 0389                 |

## Geografie

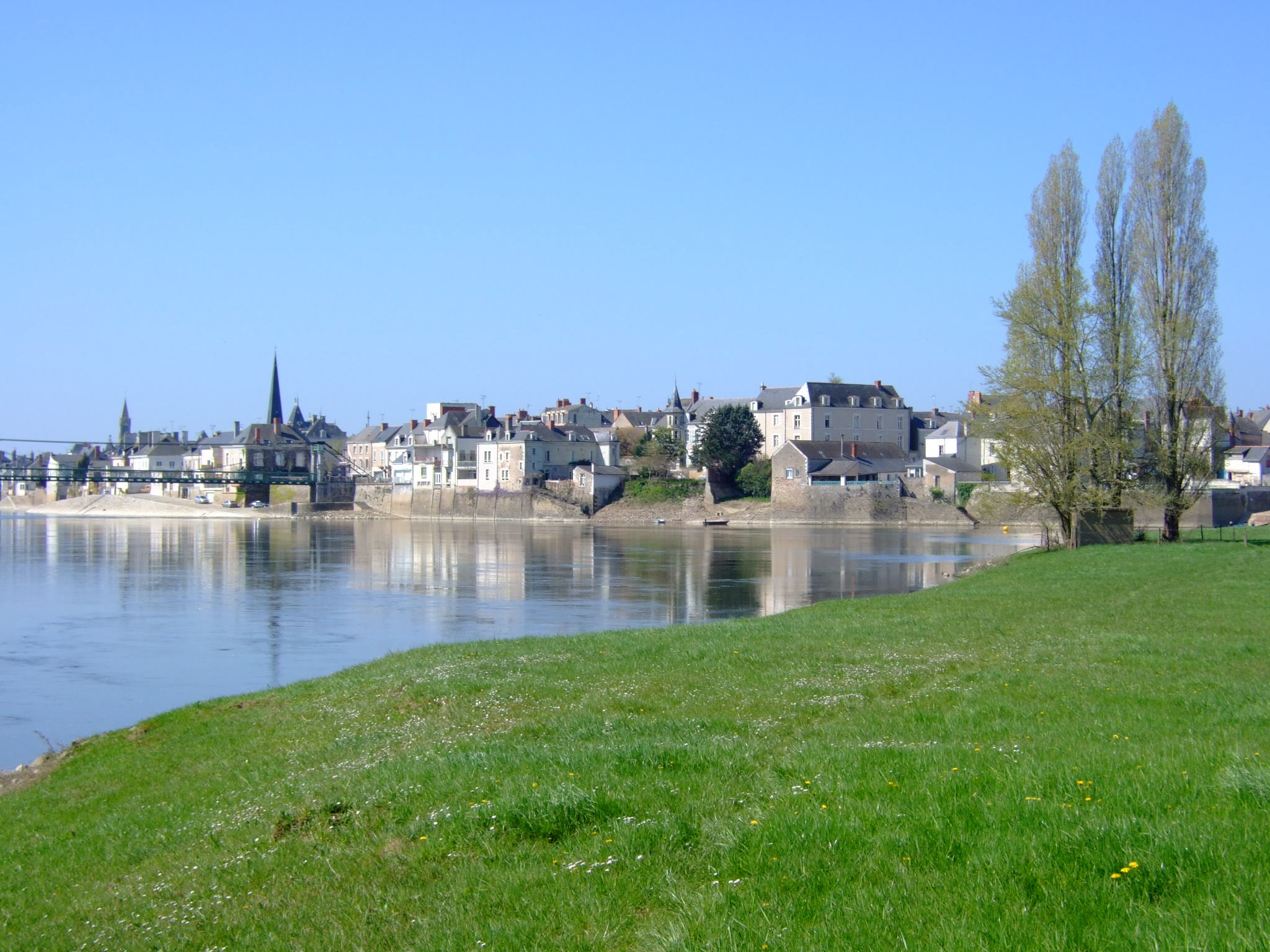
Blick auf den Ortsteil Ingrandes

Ingrandes-le-Fresne-sur-Loire liegt etwa 29 Kilometer westsüdwestlich von Angers am westlichen Rand des Départements an der Grenze zum benachbarten Département Loire-Atlantique. Die Fläche des 25,66 km² großen Gemeindegebiets liegt am rechten Ufer der Loire, die hier in einem breiten Tal von Ost nach West fließt. Die Romme mündet in einen Altarm der Loire unter dem Namen Boire de Champtocé. Das nördliche Gemeindegebiet wird von der Auxence, einem Nebenfluss der Loire, von West nach Ost entwässert.
Umgeben wird Ingrandes-le-Fresne-sur-Loire von den fünf Nachbargemeinden:
|                                 | Val d’Erdre-Auxence                         |                     |
| Loireauxence (Loire-Atlantique) | Kompassrose, die auf Nachbargemeinden zeigt | Champtocé-sur-Loire |
| Montrelais (Loire-Atlantique)   | Mauges-sur-Loire                            |                     |

## Sehenswürdigkeiten
- Kirche Notre-Dame in Le Fresne-sur-Loire
- Schloss La Fresnaie aus dem 19. Jahrhundert in Le Fresne-sur-Loire
- Kirche Saint-Sigismond in Saint-Sigismond

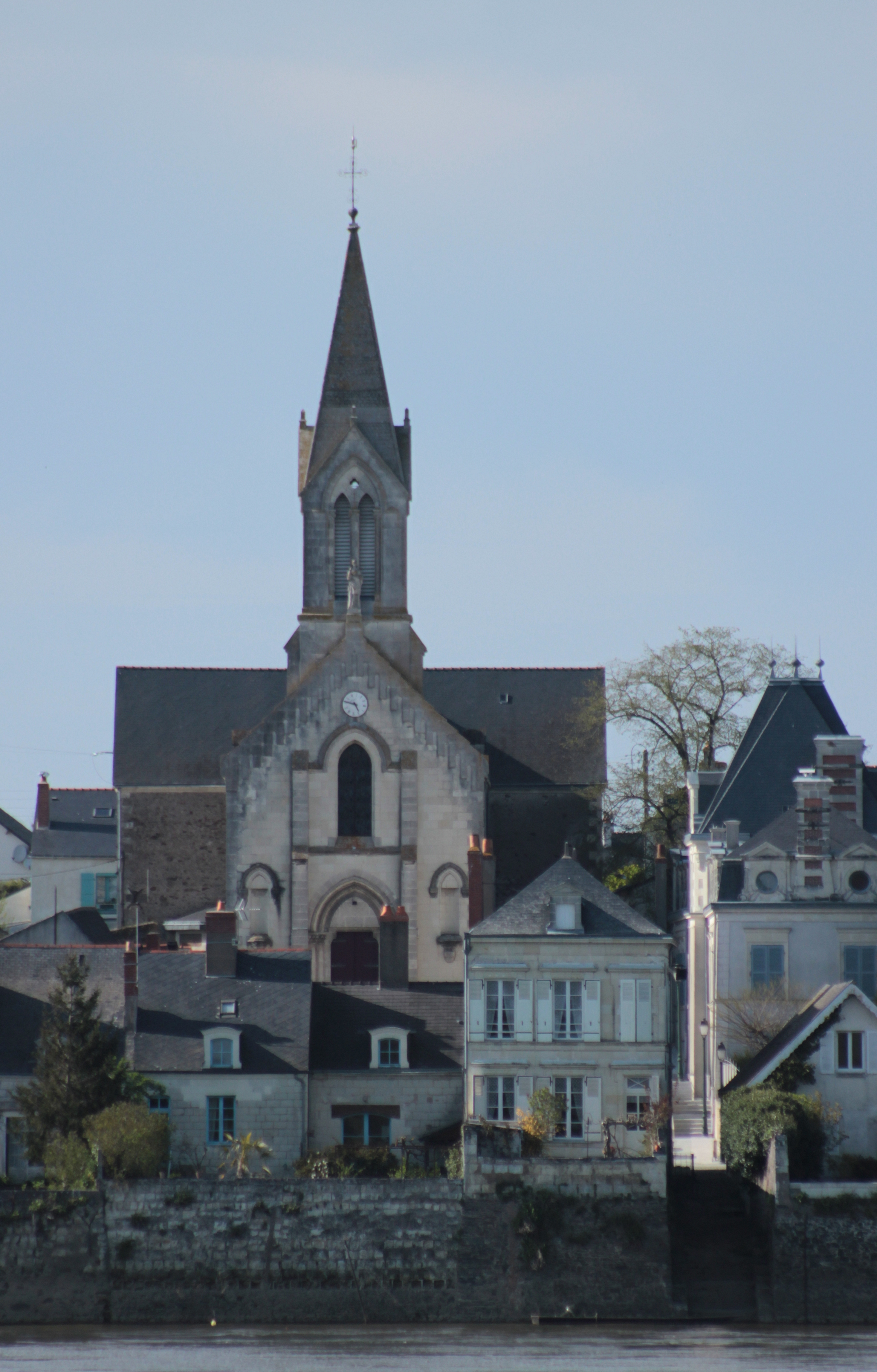
Kirche Notre-Dame
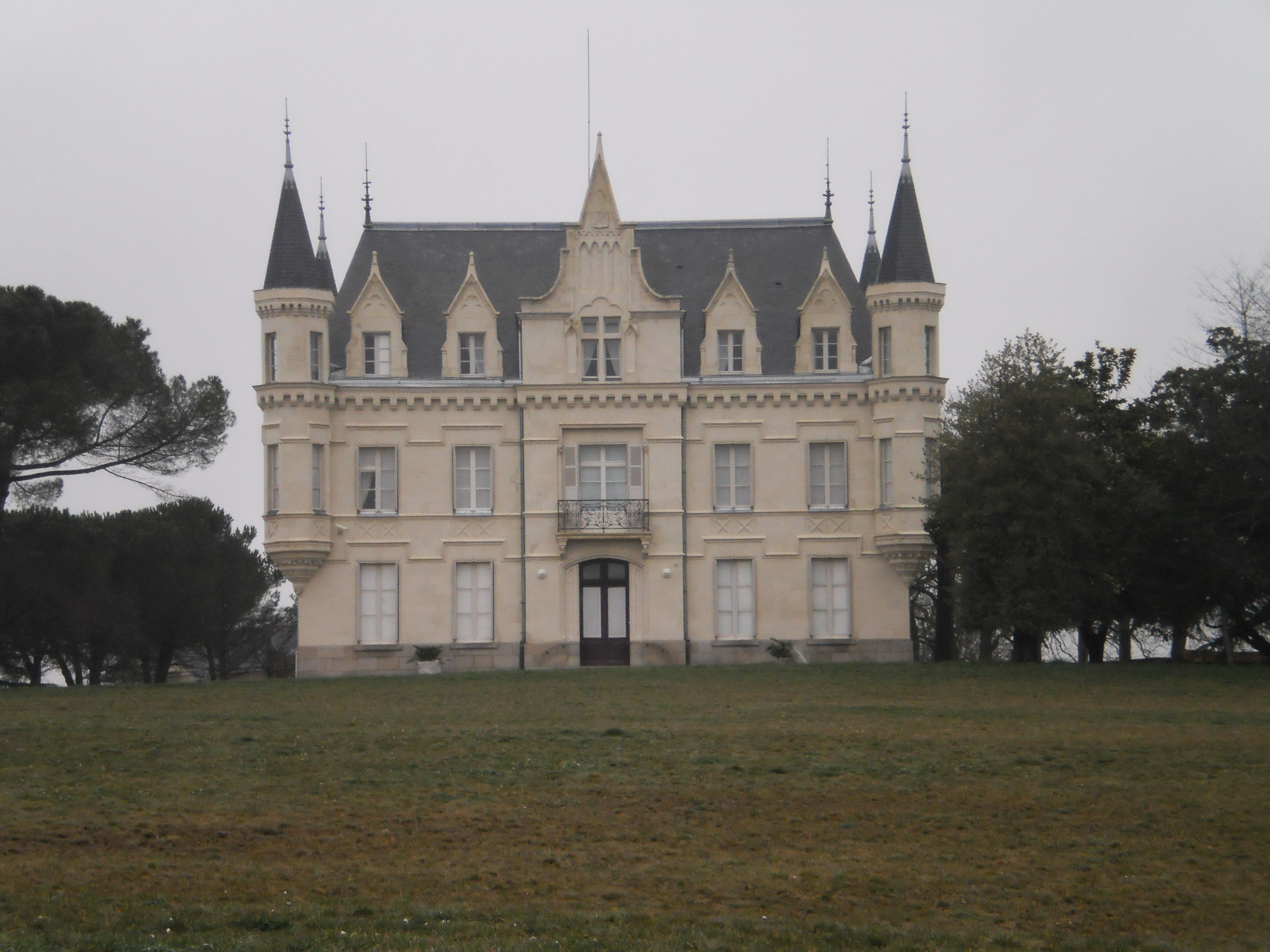
Schloss La Fresnaie
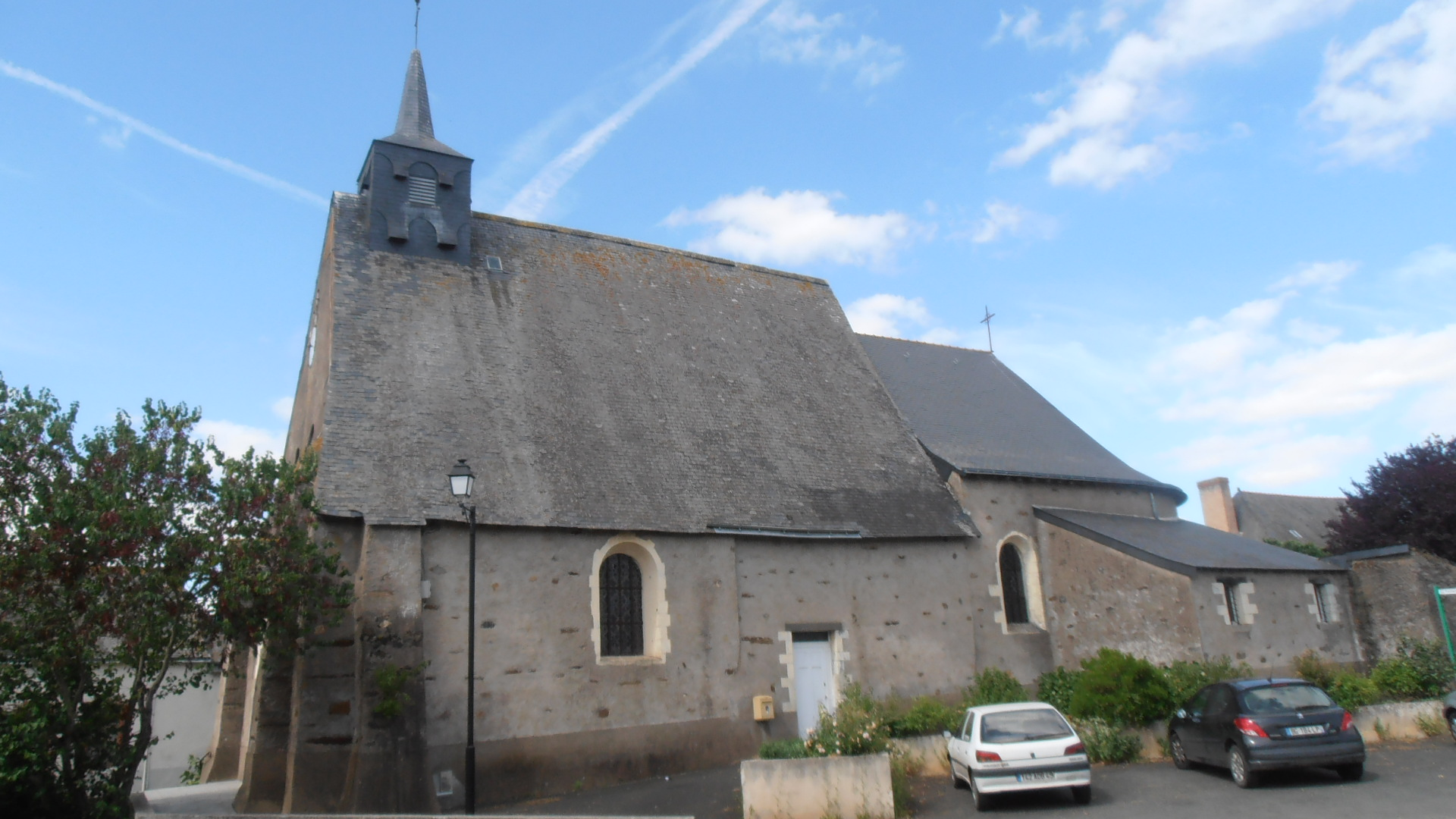
Kirche Saint-Sigismond

## Bildung
Die Gemeinde verfügt über
- zwei öffentliche und eine private Vor- und Grundschule (École primaire) und
- ein öffentliches Collège „Maryse Bastié“.[4]

## Wirtschaft
Die Rebflächen in der Gemeinde gehören zum Weinbaugebiet Anjou.
Ingrandes-le-Fresne-sur-Loire liegt entsprechend in den Zonen AOC
- des Anjou mit den Appellationen
  - blanc,
  - gamay,
  - rouge,
  - gamay nouveau oder primeur,
  - mousseux blanc,
  - mousseux rosé,
  - Villages und
  - Coteaux de la Loire und
- des Cabernet d’Anjou,
- des Cabernet d’Anjou nouveau oder primeur,
- des Crément de Loire blanc und rosé,
- des Maine-Anjou,
- des Rosé d’Anjou
- des Rosé d’Anjou nouveau oder primeur und
- des Rosé de Loire.[5]

## Verkehr
Die Autoroute A 11 („L’Océane“) von Paris nach Nantes durchquert das Gebiet der Gemeinde ohne Ab- oder Zufahrt. Die Route départementale 723, die ehemalige Route nationale 23, durchquert die Gemeinde in Ostwestrichtung und verbindet sie mit Nantes und Angers. Weitere regionale Straßenverbindungen bestehen mit den anderen Nachbargemeinden.
Ingrandes besitzt einen Haltepunkt an der Eisenbahnstrecke Angers-Nantes der von Zügen einer Linie der TER Pays de la Loire bedient wird.
Busse der Linie 424 von Aléop, dem Träger des ÖPNV der Region, von Angers nach Saint-Florent-le-Vieil halten an drei Stellen in der Gemeinde.